# بريتابناخان رادهاكيشون
بريتابناخان رادهاكيشون (بالهولندية: Pretaap Radhakishun)‏ هو سياسي سورينامي، عضو بالحزب الوطني الديمقراطي. شغل منصب الوزير الأول في سورينام في الفترة ما بين 17 جويلية 1986 و 7 أفريل 1987.